# Jánošíkova skrýša
Jánošíkova skrýša je přírodní památka v katastrálním území obce Budiná v okrese Lučenec v Banskobystrickém kraji na Slovensku. Území bylo vyhlášeno v roce 1994. Předmětem ochrany je volně přístupná jeskyně.